# Medaliści mistrzostw świata w saneczkarstwie
Lista medalistów i medalistek mistrzostw świata w saneczkarstwie.

## Kobiety

### Jedynki
| Rok i miejsce        | Złoto                | Srebro                | Brąz                    |
| -------------------- | -------------------- | --------------------- | ----------------------- |
| Oslo 1955            | Karla Kienzl         | Maria Isser           | Marianne Bauer          |
| Davos 1957           | Maria Isser          | Helga Müller          | Brigitte Fink           |
| Krynica 1958         | Maria Semczyszak     | Helena Bether-Szubert | Barbara Gorgoń          |
| Villard-de-Lans 1959 | Elly Lieber          | Maria Isser           | Agnes Neuerer           |
| Ga-Pa 1960           | Maria Isser          | Hannelore Possmoser   | Erika Leitner           |
| Girenbad 1961        | Elisabeth Nagele     | Marianne Winkler      | Helene Thurner          |
| Krynica 1962         | Ilse Geisler         | Gerda Rieser-Cegnar   | Danuta Nycz             |
| Imst 1963            | Ilse Geisler         | Helene Thurner        | Janina Suszczewska      |
| Davos 1965           | Ortrun Enderlein     | Petra Tierlich        | Ilse Geisler            |
| Hammarstrand 1967    | Ortrun Enderlein     | Petra Tierlich        | Helene Thurner          |
| Königssee 1969       | Petra Tierlich       | Anna-Maria Müller     | Christina Schmuck       |
| Königssee 1970       | Barbara Piecha       | Christina Schmuck     | Elisabeth Demleitner    |
| Olang 1971           | Elisabeth Demleitner | Erika Lechner         | Barbara Piecha          |
| Oberhof 1973         | Margit Schumann      | Ute Rührold           | Eva-Maria Wernicke      |
| Königssee 1974       | Margit Schumann      | Elisabeth Demleitner  | Ute Rührold             |
| Hammarstrand 1975    | Margit Schumann      | Ute Rührold           | Dana Spálenská          |
| Igls 1977            | Margit Schumann      | Wiera Zozula          | Margit Graf             |
| Imst 1978            | Wiera Zozula         | Andrea Fendt          | Angelika Schafferer     |
| Königssee 1979       | Melitta Sollmann     | Elisabeth Demleitner  | Marie-Luise Rainer      |
| Hammarstrand 1981    | Melitta Sollmann     | Cerstin Schmidt       | Wiera Zozula            |
| Lake Placid 1983     | Steffi Martin        | Melitta Sollmann      | Ute Weiss               |
| Oberhof 1985         | Steffi Martin        | Cerstin Schmidt       | Birgit Weise            |
| Innsbruck 1987       | Cerstin Schmidt      | Gabriele Kohlisch     | Ute Oberhoffner         |
| Winterberg 1989      | Susi Erdmann         | Gerda Weissensteiner  | Ute Oberhoffner         |
| Calgary 1990         | Gabriele Kohlisch    | Julija Antipowa       | Jana Bode               |
| Winterberg 1991      | Susi Erdmann         | Gabriele Kohlisch     | Jana Bode               |
| Calgary 1993         | Gerda Weissensteiner | Gabriele Kohlisch     | Doris Neuner            |
| Lillehammer 1995     | Gabriele Kohlisch    | Susi Erdmann          | Gerda Weissensteiner    |
| Altenberg 1996       | Jana Bode            | Susi Erdmann          | Gerda Weissensteiner    |
| Igls 1997            | Susi Erdmann         | Jana Bode             | Angelika Neuner         |
| Königssee 1999       | Sonja Wiedemann      | Barbara Niedernhuber  | Sylke Otto              |
| Sankt Moritz 2000    | Sylke Otto           | Barbara Niedernhuber  | Sonja Wiedemann         |
| Calgary 2001         | Sylke Otto           | Silke Kraushaar       | Barbara Niedernhuber    |
| Sigulda 2003         | Sylke Otto           | Silke Kraushaar       | Barbara Niedernhuber    |
| Nagano 2004          | Silke Kraushaar      | Barbara Niedernhuber  | Sylke Otto              |
| Park City 2005       | Sylke Otto           | Barbara Niedernhuber  | Anke Wischnewski        |
| Igls 2007            | Tatjana Hüfner       | Anke Wischnewski      | Silke Kraushaar-Pielach |
| Oberhof 2008         | Tatjana Hüfner       | Natalie Geisenberger  | Silke Kraushaar-Pielach |
| Lake Placid 2009     | Erin Hamlin          | Natalie Geisenberger  | Natalija Jakuszenko     |
| Cesana 2011          | Tatjana Hüfner       | Natalie Geisenberger  | Alex Gough              |
| Altenberg 2012       | Tatjana Hüfner       | Tatjana Iwanowa       | Natalie Geisenberger    |
| Whistler 2013        | Natalie Geisenberger | Tatjana Hüfner        | Alex Gough              |
| Sigulda 2015         | Natalie Geisenberger | Tatjana Iwanowa       | Tatjana Hüfner          |
| Königssee 2016       | Natalie Geisenberger | Martina Kocher        | Tatjana Iwanowa         |
| Igls 2017            | Tatjana Hüfner       | Erin Hamlin           | Kimberley McRae         |
| Winterberg 2019      | Natalie Geisenberger | Julia Taubitz         | Emily Sweeney           |
| Soczi 2020           | Jekaterina Katnikowa | Julia Taubitz         | Wiktoria Diemczenko     |
| Königssee 2021       | Julia Taubitz        | Natalie Geisenberger  | Dajana Eitberger        |
| Oberhof 2023         | Anna Berreiter       | Julia Taubitz         | Dajana Eitberger        |
| Altenberg 2024       | Lisa Schulte         | Julia Taubitz         | Madeleine Egle          |
| Whistler 2025        | Julia Taubitz        | Merle Fräbel          | Emily Sweeney           |

### Sprint
| Rok i miejsce   | Złoto                | Srebro               | Brąz              |
| --------------- | -------------------- | -------------------- | ----------------- |
| Königssee 2016  | Martina Kocher       | Natalie Geisenberger | Dajana Eitberger  |
| Igls 2017       | Erin Hamlin          | Martina Kocher       | Tatjana Hüfner    |
| Winterberg 2019 | Natalie Geisenberger | Julia Taubitz        | Dajana Eitberger  |
| Soczi 2020      | Jekaterina Katnikowa | Tatjana Iwanowa      | Elīza Cauce       |
| Königssee 2021  | Julia Taubitz        | Anna Berreiter       | Dajana Eitberger  |
| Oberhof 2023    | Dajana Eitberger     | Julia Taubitz        | Anna Berreiter    |
| Altenberg 2024  | Julia Taubitz        | Natalie Maag         | Elīna Ieva Vītola |

### Dwójki
| Rok i miejsce   | Złoto                                 | Srebro                                | Brąz                                 |
| --------------- | ------------------------------------- | ------------------------------------- | ------------------------------------ |
| Winterberg 2022 | Jessica Degenhardt Cheyenne Rosenthal | Luisa Romanenko Pauline Patz          | Chevonne Forgan Sophia Kirkby        |
| Oberhof 2023    | Jessica Degenhardt Cheyenne Rosenthal | Selina Egle Lara Michaela Kipp        | Andrea Vötter Marion Oberhofer       |
| Altenberg 2024  | Selina Egle Lara Michaela Kipp        | Anda Upīte Zane Kaluma                | Chevonne Forgan Sophia Kirkby        |
| Whistler 2025   | Selina Egle Lara Michaela Kipp        | Jessica Degenhardt Cheyenne Rosenthal | Dajana Eitberger Magdalena Matschina |

### Dwójki - sprint
| Rok i miejsce  | Złoto                                 | Srebro                         | Brąz                              |
| -------------- | ------------------------------------- | ------------------------------ | --------------------------------- |
| Oberhof 2023   | Jessica Degenhardt Cheyenne Rosenthal | Selina Egle Lara Michaela Kipp | Andrea Vötter Marion Oberhofer    |
| Altenberg 2024 | Andrea Vötter Marion Oberhofer        | Anda Upīte Zane Kaluma         | Marta Robežniece Kitija Bogdanova |

## Mężczyźni

### Jedynki
| Rok i miejsce        | Złoto               | Srebro                  | Brąz                |
| -------------------- | ------------------- | ----------------------- | ------------------- |
| Oslo 1955            | Anton Salvesen      | Josef Thaler            | Josef Isser         |
| Davos 1957           | Hans Schaller       | Bibi Torriani           | Erich Raffl         |
| Krynica 1958         | Jerzy Wojnar        | Ryszard Pędrak          | Reinhold Frosch     |
| Villard-de-Lans 1959 | Herbert Thaler      | Josef Feistmantl        | David Moroder       |
| Ga-Pa 1960           | Helmut Berndt       | Reinhold Frosch         | Hans Plenk          |
| Girenbad 1961        | Jerzy Wojnar        | Hans Plenk              | Reinhold Senn       |
| Krynica 1962         | Thomas Köhler       | Jerzy Wojnar            | Jochen Asche        |
| Imst 1963            | Fritz Nachmann      | Hans Plenk              | Klaus Bonsack       |
| Davos 1965           | Hans Plenk          | Mieczysław Pawełkiewicz | Erich Graber        |
| Hammarstrand 1967    | Thomas Köhler       | Klaus Bonsack           | Josef Feistmantl    |
| Königssee 1969       | Josef Feistmantl    | Manfred Schmid          | Wolfgang Scheidel   |
| Königssee 1970       | Josef Fendt         | Josef Feistmantl        | Wolfgang Scheidel   |
| Olang 1971           | Karl Brunner        | Leonhard Nagenrauft     | Josef Feistmantl    |
| Oberhof 1973         | Hans Rinn           | Wolfram Fiedler         | Harald Ehrig        |
| Königssee 1974       | Josef Fendt         | Hans Rinn               | Horst Müller        |
| Hammarstrand 1975    | Wolfram Fiedler     | Manfred Schmid          | Harald Ehrig        |
| Igls 1977            | Hans Rinn           | Horst Müller            | Anton Winkler       |
| Imst 1978            | Paul Hildgartner    | Anton Winkler           | Manfred Schmid      |
| Königssee 1979       | Dettlef Günther     | Karl Brunner            | Paul Hildgartner    |
| Hammarstrand 1981    | Siergiej Danilin    | Michael Walter          | Ernst Haspinger     |
| Lake Placid 1983     | Miroslav Zajonc     | Siergiej Danilin        | Paul Hildgartner    |
| Oberhof 1985         | Michael Walter      | Jörg Hoffmann           | Jens Müller         |
| Igls 1987            | Markus Prock        | Jens Müller             | Siergiej Danilin    |
| Winterberg 1989      | Georg Hackl         | Jens Müller             | Johannes Schettel   |
| Calgary 1990         | Georg Hackl         | Markus Prock            | Jens Müller         |
| Winterberg 1991      | Arnold Huber        | Georg Hackl             | Markus Prock        |
| Calgary 1993         | Wendel Suckow       | Georg Hackl             | Wilfried Huber      |
| Lillehammer 1995     | Armin Zöggeler      | Georg Hackl             | Markus Prock        |
| Altenberg 1996       | Markus Prock        | Georg Hackl             | Jens Müller         |
| Igls 1997            | Georg Hackl         | Markus Prock            | Gerhard Gleirscher  |
| Königssee 1999       | Armin Zöggeler      | Jens Müller             | Norbert Huber       |
| Sankt Moritz 2000    | Jens Müller         | Armin Zöggeler          | Georg Hackl         |
| Calgary 2001         | Armin Zöggeler      | Georg Hackl             | Markus Prock        |
| Sigulda 2003         | Armin Zöggeler      | Mārtiņš Rubenis         | Rainer Margreiter   |
| Nagano 2004          | David Möller        | Georg Hackl             | Mārtiņš Rubenis     |
| Park City 2005       | Armin Zöggeler      | Georg Hackl             | David Möller        |
| Igls 2007            | David Möller        | Armin Zöggeler          | Jan Eichhorn        |
| Oberhof 2008         | Felix Loch          | David Möller            | Andi Langenhan      |
| Lake Placid 2009     | Felix Loch          | Armin Zöggeler          | Daniel Pfister      |
| Cesana 2011          | Armin Zöggeler      | Felix Loch              | Andi Langenhan      |
| Altenberg 2012       | Felix Loch          | Albiert Diemczenko      | Armin Zöggeler      |
| Whistler 2013        | Felix Loch          | Andi Langenhan          | Johannes Ludwig     |
| Sigulda 2015         | Siemion Pawliczenko | Felix Loch              | Wolfgang Kindl      |
| Königssee 2016       | Felix Loch          | Ralf Palik              | Wolfgang Kindl      |
| Igls 2017            | Wolfgang Kindl      | Roman Riepiłow          | Dominik Fischnaller |
| Winterberg 2019      | Felix Loch          | Reinhard Egger          | Siemion Pawliczenko |
| Soczi 2020           | Roman Riepiłow      | Jonas Müller            | Wolfgang Kindl      |
| Königssee 2021       | Roman Riepiłow      | Felix Loch              | David Gleirscher    |
| Oberhof 2023         | Jonas Müller        | Max Langenhan           | David Gleirscher    |
| Altenberg 2024       | Max Langenhan       | Nico Gleirscher         | Felix Loch          |
| Whistler 2025        | Max Langenhan       | Felix Loch              | Nico Gleirscher     |

### Jedynki - sprint
| Rok i miejsce   | Złoto            | Srebro              | Brąz                |
| --------------- | ---------------- | ------------------- | ------------------- |
| Königssee 2016  | Felix Loch       | Andi Langenhan      | Ralf Palik          |
| Igls 2017       | Wolfgang Kindl   | Roman Riepiłow      | Dominik Fischnaller |
| Winterberg 2019 | Jonas Müller     | Felix Loch          | Siemion Pawliczenko |
| Soczi 2020      | Roman Riepiłow   | David Gleirscher    | Dominik Fischnaller |
| Königssee 2021  | Nico Gleirscher  | Siemion Pawliczenko | David Gleirscher    |
| Oberhof 2023    | Felix Loch       | Jonas Müller        | Max Langenhan       |
| Altenberg 2024  | David Gleirscher | Max Langenhan       | Kristers Aparjods   |

### Dwójki
| Rok i miejsce     | Złoto                                     | Srebro                                | Brąz                                      |
| ----------------- | ----------------------------------------- | ------------------------------------- | ----------------------------------------- |
| Oslo 1955         | Hans Krausner Josef Thaler                | Josef Isser Maria Isser               | Josef Strillinger Fritz Nachmann          |
| Davos 1957        | Josef Strillinger Fritz Nachmann          | Giorgio Pichler Giovanni Graber       | Erich Raffl Ewald Walch                   |
| Krynica 1958      | Josef Strillinger Fritz Nachmann          | Jerzy Koszla Janina Suszczewska       | Ryszard Pędrak Helena Lacheta             |
| Ga-Pa 1960        | Reinhold Frosch Ewald Walch               | Herbert Thaler Helmut Thaler          | Horst Tiedge Hans Plenk                   |
| Girenbad 1961     | Roman Pichler Carlo Prinoth               | David Maroder Raimondo Prinoth        | Helmut Thaler Reinhold Senn               |
| Krynica 1962      | Giovanni Graber Giampaolo Ambrosi         | Fritz Nachmann Max Leo                | Manfred Novotný Petr Škrabálek            |
| Imst 1963         | Ryszard Pędrak Lucjan Kudzia              | Edward Fender Mieczysław Pawełkiewicz | Anton Venier Ewald Walch                  |
| Davos 1965        | Wolfgang Scheidel Michael Köhler          | Klaus Bonsack Thomas Köhler           | Horst Hörnlein Rolf Fuchs                 |
| Hammarstrand 1967 | Klaus Bonsack Thomas Köhler               | Manfred Schmid Ewald Walch            | Sigisfredo Mair Ernesto Mair              |
| Königssee 1969    | Manfred Schmid Ewald Walch                | Horst Hörnlein Reinhard Bredow        | Klaus Bonsack Thomas Köhler               |
| Königssee 1970    | Manfred Schmid Ewald Walch                | Klaus Bonsack Michael Köhler          | Horst Hörnlein Reinhard Bredow            |
| Olang 1971        | Paul Hildgartner Walter Plaikner          | Manfred Schmid Ewald Walch            | Horst Hörnlein Reinhard Bredow            |
| Oberhof 1973      | Horst Hörnlein Reinhard Bredow            | Hans Rinn Norbert Hahn                | Paul Hildgartner Walter Plaikner          |
| Königssee 1974    | Bernd Hahn Ulrich Hahn                    | Henning Schulze Hans-Jörg Neumann     | Rudolf Schmid Franz Schachner             |
| Hammarstrand 1975 | Hans Rinn Norbert Hahn                    | Horst Müller Hans-Jörg Neumann        | Rudolf Schmid Franz Schachner             |
| Igls 1977         | Hans Rinn Norbert Hahn                    | Karl Brunner Peter Gschnitzer         | Hans Brandner Balthasar Schwarm           |
| Imst 1978         | Dainis Bremze Aigars Kriķis               | Walerij Jakuszyn Władimir Szytow      | Hans Rinn Norbert Hahn                    |
| Königssee 1979    | Hans Brandner Balthasar Schwarm           | Hans Rinn Norbert Hahn                | Anton Winkler Anton Wembacher             |
| Hammarstrand 1981 | Bernd Hahn Ulrich Hahn                    | Bernd Oberhoffner Jörg-Dieter Ludwig  | Hans Stangassinger Franz Wembacher        |
| Lake Placid 1983  | Jörg Hoffmann Jochen Pietzsch             | Hansjörg Raffl Norbert Huber          | Hans Stangassinger Franz Wembacher        |
| Oberhof 1985      | Jörg Hoffmann Jochen Pietzsch             | Rene Keller Lutz Kühnlenz             | Witalij Mielnik Dmitrij Aleksiejew        |
| Igls 1987         | Jörg Hoffmann Jochen Pietzsch             | Stefan Ilsanker Georg Hackl           | Thomas Schwab Wolfgang Staudinger         |
| Winterberg 1989   | Stefan Krausse Jan Behrendt               | Hansjörg Raffl Norbert Huber          | Jörg Hoffmann Jochen Pietzsch             |
| Calgary 1990      | Hansjörg Raffl Norbert Huber              | Kurt Brugger Wilfried Huber           | Jörg Hoffmann Jochen Pietzsch             |
| Winterberg 1991   | Stefan Krausse Jan Behrendt               | Yves Mankel Thomas Rudolph            | Hansjörg Raffl Norbert Huber              |
| Calgary 1993      | Stefan Krausse Jan Behrendt               | Hansjörg Raffl Norbert Huber          | Kurt Brugger Wilfried Huber               |
| Lillehammer 1995  | Stefan Krausse Jan Behrendt               | Chris Thorpe Gordy Sheer              | Kurt Brugger Wilfried Huber               |
| Altenberg 1996    | Tobias Schiegl Markus Schiegl             | Chris Thorpe Gordy Sheer              | Gerhard Plankensteiner Oswald Haselrieder |
| Igls 1997         | Tobias Schiegl Markus Schiegl             | Stefan Krausse Jan Behrendt           | Steffen Skel Steffen Wöller               |
| Königssee 1999    | Patric Leitner Alexander Resch            | Tobias Schiegl Markus Schiegl         | Mark Grimmette Brian Martin               |
| Sankt Moritz 2000 | Patric Leitner Alexander Resch            | Steffen Skel Steffen Wöller           | Mark Grimmette Brian Martin               |
| Calgary 2001      | André Florschütz Torsten Wustlich         | Steffen Skel Steffen Wöller           | Tobias Schiegl Markus Schiegl             |
| Sigulda 2003      | Andreas Linger Wolfgang Linger            | Tobias Schiegl Markus Schiegl         | Patric Leitner Alexander Resch            |
| Nagano 2004       | Patric Leitner Alexander Resch            | André Florschütz Torsten Wustlich     | Mark Grimmette Brian Martin               |
| Park City 2005    | André Florschütz Torsten Wustlich         | Patric Leitner Alexander Resch        | Mark Grimmette Brian Martin               |
| Igls 2007         | Patric Leitner Alexander Resch            | Tobias Schiegl Markus Schiegl         | Mark Grimmette Brian Martin               |
| Oberhof 2008      | André Florschütz Torsten Wustlich         | Tobias Wendl Tobias Arlt              | Tobias Schiegl Markus Schiegl             |
| Lake Placid 2009  | Gerhard Plankensteiner Oswald Haselrieder | André Florschütz Torsten Wustlich     | Mark Grimmette Brian Martin               |
| Cesana 2011       | Andreas Linger Wolfgang Linger            | Christian Oberstolz Patrick Gruber    | Juris Šics Andris Šics                    |
| Altenberg 2012    | Andreas Linger Wolfgang Linger            | Toni Eggert Sascha Benecken           | Peter Penz Georg Fischler                 |
| Whistler 2013     | Tobias Wendl Tobias Arlt                  | Toni Eggert Sascha Benecken           | Andreas Linger Wolfgang Linger            |
| Sigulda 2015      | Tobias Wendl Tobias Arlt                  | Peter Penz Georg Fischler             | Christian Oberstolz Patrick Gruber        |
| Königssee 2016    | Tobias Wendl Tobias Arlt                  | Toni Eggert Sascha Benecken           | Christian Oberstolz Patrick Gruber        |
| Igls 2017         | Toni Eggert Sascha Benecken               | Tobias Wendl Tobias Arlt              | Robin Geueke David Gamm                   |
| Winterberg 2019   | Toni Eggert Sascha Benecken               | Tobias Wendl Tobias Arlt              | Thomas Steu Lorenz Koller                 |
| Soczi 2020        | Toni Eggert Sascha Benecken               | Aleksandr Dienisjew Władisław Antonow | Tobias Wendl Tobias Arlt                  |
| Königssee 2021    | Toni Eggert Sascha Benecken               | Tobias Wendl Tobias Arlt              | Juris Šics Andris Šics                    |
| Oberhof 2023      | Toni Eggert Sascha Benecken               | Tobias Wendl Tobias Arlt              | Yannick Müller Armin Frauscher            |
| Altenberg 2024    | Juri Gatt Riccardo Schöpf                 | Thomas Steu Wolfgang Kindl            | Tobias Wendl Tobias Arlt                  |
| Whistler 2025     | Hannes Orlamünder Paul Gubitz             | Mārtiņš Bots Roberts Plūme            | Tobias Wendl Tobias Arlt                  |

- W roku 1959 nie rozegrano dwójek.

### Dwójki - sprint
| Rok i miejsce   | Złoto                                 | Srebro                            | Brąz                               |
| --------------- | ------------------------------------- | --------------------------------- | ---------------------------------- |
| Königssee 2016  | Tobias Wendl Tobias Arlt              | Peter Penz Georg Fischler         | Christian Oberstolz Patrick Gruber |
| Igls 2017       | Tobias Wendl Tobias Arlt              | Peter Penz Georg Fischler         | Toni Eggert Sascha Benecken        |
| Winterberg 2019 | Toni Eggert Sascha Benecken           | Tobias Wendl Tobias Arlt          | Thomas Steu Lorenz Koller          |
| Soczi 2020      | Aleksandr Dienisjew Władisław Antonow | Emanuel Rieder Simon Kainzwaldner | Tobias Wendl Tobias Arlt           |
| Königssee 2021  | Tobias Wendl Tobias Arlt              | Juris Šics Andris Šics            | Toni Eggert Sascha Benecken        |
| Oberhof 2023    | Toni Eggert Sascha Benecken           | Tobias Wendl Tobias Arlt          | Yannick Müller Armin Frauscher     |
| Altenberg 2024  | Mārtiņš Bots Roberts Plūme            | Thomas Steu Wolfgang Kindl        | Juri Gatt Riccardo Schöpf          |

## Drużynowo

### Sztafeta mieszana
| Rok i miejsce     | Złoto | Srebro | Brąz |
| ----------------- | --- | --- | --- |
| Winterberg 1989   | Włochy · Norbert Huber · Gerhard Plankensteiner · Gerda Weissensteiner · Veronika Oberhuber · Hansjörg Raffl       | NRD · Jens Müller · René Friedl · Susi Erdmann · Ute Oberhoffner · Stefan Krausse · Jan Behrendt                       | ZSRR · Siergiej Danilin · Jurij Charczenko · Julija Antipowa · Irina Kusakina · Jewgienij Biełousow · Aleksandr Bielakow          |
| Calgary 1990      | NRD · Jens Müller · Thomas Jacob · Gabriele Kohlisch · Susi Erdmann · Jörg Hoffmann · Jochen Pietzsch              | Włochy · Arnold Huber · Norbert Huber · Nadia Prinoth · Gerda Weissensteiner · Hansjörg Raffl                          | ZSRR · Siergiej Danilin · Andriej Rochiłow · Julija Antipowa · Natalija Jakuszenko · Igor Łobanow · Giennadij Bielakow            |
| Winterberg 1991   | Niemcy · Georg Hackl · Jens Müller · Susi Erdmann · Gabriele Kohlisch · Stefan Krausse · Jan Behrendt              | Austria · Robert Manzenreiter · Markus Prock · Doris Neuner · Angelika Tagwerker · Gerhard Gleirscher · Markus Schmidt | Włochy · Arnold Huber · Gerhard Plankensteiner · Natalie Obkircher · Gerda Weissensteiner · Hansjörg Raffl · Norbert Huber        |
| Calgary 1993      | Niemcy · Georg Hackl · René Friedl · Gabriele Kohlisch · Susi Erdmann · Stefan Krausse · Jan Behrendt              | Austria · Robert Manzenreiter · Markus Prock · Angelika Neuner · Doris Neuner · Tobias Schiegl · Markus Schiegl        | Włochy · Arnold Huber · Gerhard Plankensteiner · Natalie Obkircher · Gerda Weissensteiner · Hansjörg Raffl · Norbert Huber        |
| Lillehammer 1995  | Niemcy · Georg Hackl · Jens Müller · Gabriele Kohlisch · Susi Erdmann · Stefan Krausse · Jan Behrendt              | Włochy · Norbert Huber · Armin Zöggeler · Natalie Obkircher · Gerda Weissensteiner · Kurt Brugger · Wilfried Huber     | Austria · Markus Kleinheinz · Markus Prock · Angelika Neuner · Doris Neuner · Tobias Schiegl · Markus Schiegl                     |
| Altenberg 1996    | Austria · Markus Prock · Markus Schmidt · Angelika Neuner · Andrea Tagwerker · Tobias Schiegl · Markus Schiegl     | Niemcy · Georg Hackl · Jens Müller · Jana Bode · Gabriele Kohlisch · Stefan Krausse · Jan Behrendt                     | Włochy · Wilfried Huber · Armin Zöggeler · Natalie Obkircher · Gerda Weissensteiner · Gerhard Plankensteiner · Oswald Haselrieder |
| Igls 1997         | Austria · Markus Prock · Gerhard Gleirscher · Andrea Tagwerker · Angelika Neuner · Tobias Schiegl · Markus Schiegl | Niemcy · Georg Hackl · Jens Müller · Sylke Kraushaar · Sylke Otto · Stefan Krausse · Jan Behrendt                      | Włochy · Wilfried Huber · Armin Zöggeler · Natalie Obkircher · Gerda Weissensteiner · Gerhard Plankensteiner · Oswald Haselrieder |
| Königssee 1999    | Austria · Markus Prock · Andrea Tagwerker · Tobias Schiegl · Markus Schiegl                                        | Niemcy · Robert Fegg · Sylke Kraushaar · André Florschütz · Torsten Wustlich                                           | Niemcy · Georg Hackl · Sylke Otto · Patric Leitner · Alexander Resch                                                              |
| Sankt Moritz 2000 | Niemcy · Georg Hackl · Sylke Kraushaar · Steffen Skel · Steffen Wöller                                             | Niemcy · Jens Müller · Sylke Otto · Patric Leitner · Alexander Resch                                                   | Austria · Markus Prock · Angelika Neuner · Tobias Schiegl · Markus Schiegl                                                        |
| Calgary 2001      | Niemcy · Georg Hackl · Sylke Kraushaar · Patric Leitner · Alexander Resch                                          | Niemcy · Karsten Albert · Sylke Otto · Steffen Skel · Steffen Wöller                                                   | Stany Zjednoczone · Tony Benshoof · Becky Wilczak · Mark Grimmette · Brian Martin                                                 |
| Sigulda 2003      | Niemcy · Georg Hackl · Sylke Otto · Patric Leitner · Alexander Resch                                               | Łotwa · Mārtiņš Rubenis · Anna Orlova · Zigmars Berkolds · Sandris Bērziņš                                             | Austria · Rainer Margreiter · Sonja Manzenreiter · Andreas Linger · Wolfgang Linger                                               |
| Nagano 2004       | Niemcy · David Möller · Barbara Niedernhuber · Patric Leitner · Alexander Resch                                    | Stany Zjednoczone · Tony Benshoof · Ashley Hayden · Mark Grimmette · Brian Martin                                      | Włochy · Armin Zöggeler · Anastasia Oberstolz-Antonowa · Christian Oberstolz · Patrick Gruber                                     |
| Park City 2005    | Niemcy · Georg Hackl · Sylke Otto · André Florschütz · Torsten Wustlich                                            | Stany Zjednoczone · Tony Benshoof · Ashley Hayden · Mark Grimmette · Brian Martin                                      | Włochy · Armin Zöggeler · Anastasia Oberstolz-Antonowa · Christian Oberstolz · Patrick Gruber                                     |
| Igls 2007         | Niemcy · David Möller · Sylke Kraushaar-Pielach · Patric Leitner · Alexander Resch                                 | Włochy · Armin Zöggeler · Sandra Gasparini · Christian Oberstolz · Patrick Gruber                                      | Austria · Daniel Pfister · Nina Reithmayer · Peter Penz · Georg Fischler                                                          |
| Oberhof 2008      | Niemcy · Felix Loch · Tatjana Hüfner · André Florschütz · Torsten Wustlich                                         | Austria · Martin Abentung · Nina Reithmayer · Tobias Schiegl · Markus Schiegl                                          | Łotwa · Guntis Rēķis · Maija Tīruma · Andris Šics · Juris Šics                                                                    |
| Lake Placid 2009  | Niemcy · Felix Loch · Natalie Geisenberger · André Florschütz · Torsten Wustlich                                   | Austria · Daniel Pfister · Nina Reithmayer · Peter Penz · Georg Fischler                                               | Łotwa · Guntis Rēķis · Maija Tīruma · Andris Šics · Juris Šics                                                                    |
| Cesana 2011       | Zawody odwołane | Zawody odwołane | Zawody odwołane |
| Altenberg 2012    | Niemcy · Tatjana Hüfner · Felix Loch · Toni Eggert · Sascha Benecken                                               | Rosja · Tatjana Iwanowa · Albiert Diemczenko · Władisław Jużakow · Władimir Machnutin                                  | Kanada · Alex Gough · Samuel Edney · Tristan Walker · Justin Snith                                                                |
| Whistler 2013     | Niemcy · Natalie Geisenberger · Felix Loch · Tobias Wendl · Tobias Arlt                                            | Kanada · Alex Gough · Samuel Edney · Tristan Walker · Justin Snith                                                     | Łotwa · Elīza Tīruma · Inārs Kivlenieks · Andris Šics · Juris Šics                                                                |
| Sigulda 2015      | Niemcy · Natalie Geisenberger · Felix Loch · Tobias Wendl · Tobias Arlt                                            | Rosja · Tatjana Iwanowa · Siemion Pawliczenko · Andriej Bogdanow · Andriej Miedwiediew                                 | Kanada · Alex Gough · Samuel Edney · Tristan Walker · Justin Snith                                                                |
| Königssee 2016    | Niemcy · Natalie Geisenberger · Felix Loch · Tobias Wendl · Tobias Arlt                                            | Łotwa · Elīza Cauce · Inārs Kivlenieks · Andris Šics · Juris Šics                                                      | Kanada · Alex Gough · Mitchel Malyk · Tristan Walker · Justin Snith                                                               |
| Igls 2017         | Niemcy · Tatjana Hüfner · Johannes Ludwig · Toni Eggert · Sascha Benecken                                          | Stany Zjednoczone · Erin Hamlin · Tucker West · Matt Mortensen · Jayson Terdiman                                       | Rosja · Tatjana Iwanowa · Roman Riepiłow · Aleksandr Dienisjew · Władisław Antonow                                                |
| Winterberg 2019   | Rosja · Tatjana Iwanowa · Siemion Pawliczenko · Władisław Jużakow · Jurij Prochorow                                | Austria · Hannah Prock · Reinhard Egger · Thomas Steu · Lorenz Koller                                                  | Niemcy · Natalie Geisenberger · Felix Loch · Toni Eggert · Sascha Benecken                                                        |
| Soczi 2020        | Niemcy · Julia Taubitz · Johannes Ludwig · Toni Eggert · Sascha Benecken                                           | Łotwa · Kendija Aparjode · Kristers Aparjods · Andris Šics · Juris Šics                                                | Stany Zjednoczone · Summer Britcher · Tucker West · Chris Mazdzer · Jayson Terdiman                                               |
| Königssee 2021    | Austria · Madeleine Egle · David Gleirscher · Thomas Steu · Lorenz Koller                                          | Niemcy · Julia Taubitz · Felix Loch · Toni Eggert · Sascha Benecken                                                    | Łotwa · Kendija Aparjode · Artūrs Dārznieks · Andris Šics · Juris Šics                                                            |
| Oberhof 2023      | Niemcy · Anna Berreiter · Max Langenhan · Toni Eggert · Sascha Benecken                                            | Austria · Madeleine Egle · Jonas Müller · Yannick Müller · Armin Frauscher                                             | Łotwa · Kendija Aparjode · Kristers Aparjods · Mārtiņš Bots · Roberts Plūme                                                       |
| Altenberg 2024    | Niemcy · Julia Taubitz · Tobias Wendl · Tobias Arlt · Max Langenhan · Dajana Eitberger · Saskia Schirmer           | Stany Zjednoczone · Summer Britcher · Dana Kellogg · Frank Ike · Tucker West · Chevonne Forgan · Sophia Kirkby         | Łotwa · Elīna Ieva Vītola · Mārtiņš Bots · Roberts Plūme · Kristers Aparjods · Anda Upīte · Zane Kaluma                           |
| Whistler 2025     | Niemcy · Julia Taubitz · Hannes Orlamünder · Paul Gubitz · Max Langenhan · Jessica Degenhardt · Cheyenne Rosenthal | Austria · Madeleine Egle · Thomas Steu · Wolfgang Kindl · Nico Gleirscher · Selina Egle · Lara Kipp                    | Kanada · Embyr-Lee Susko · Devin Wardrope · Cole Zajanski · Theo Downey · Beattie Podulsky · Kailey Allan                         |

### Jedynki mieszane
| Rok i miejsce | Złoto                       | Srebro                           | Brąz                            |
| ------------- | --------------------------- | -------------------------------- | ------------------------------- |
| Whistler 2025 | Max Langenhan Julia Taubitz | Jonathan Gustafson Emily Sweeney | David Gleirscher Madeleine Egle |

### Dwójki mieszane
| Rok i miejsce | Złoto                                            | Srebro                                                             | Brąz                                                           |
| ------------- | ------------------------------------------------ | ------------------------------------------------------------------ | -------------------------------------------------------------- |
| Whistler 2025 | Thomas Steu Wolfgang Kindl Selina Egle Lara Kipp | Hannes Orlamünder Paul Gubitz Dajana Eitberger Magdalena Matschina | Tobias Wendl Tobias Arlt Jessica Degenhardt Cheyenne Rosenthal |